# The International 2014
The International 2014 (TI4) var den fjärde upplagan av The International. TI4 anordnades för första gången i Keyarena i Seattle. Turneringen arrangerades av Valve Corporation och ägde rum mellan den 17 och den 21 juli 2014. Prispotten för TI4 var den största någonsin inom e-sport och var den första turneringen inom e-sport att vara över 10 miljoner dollar. Den nuvarande största prispotten inom e-sport är The International 2019 som hade en prispott på 34,3 miljoner dollar eller ~331 miljoner svenska kronor. Biljetterna till TI5 sålde slut på mindre än 5 minuter.

## Historia

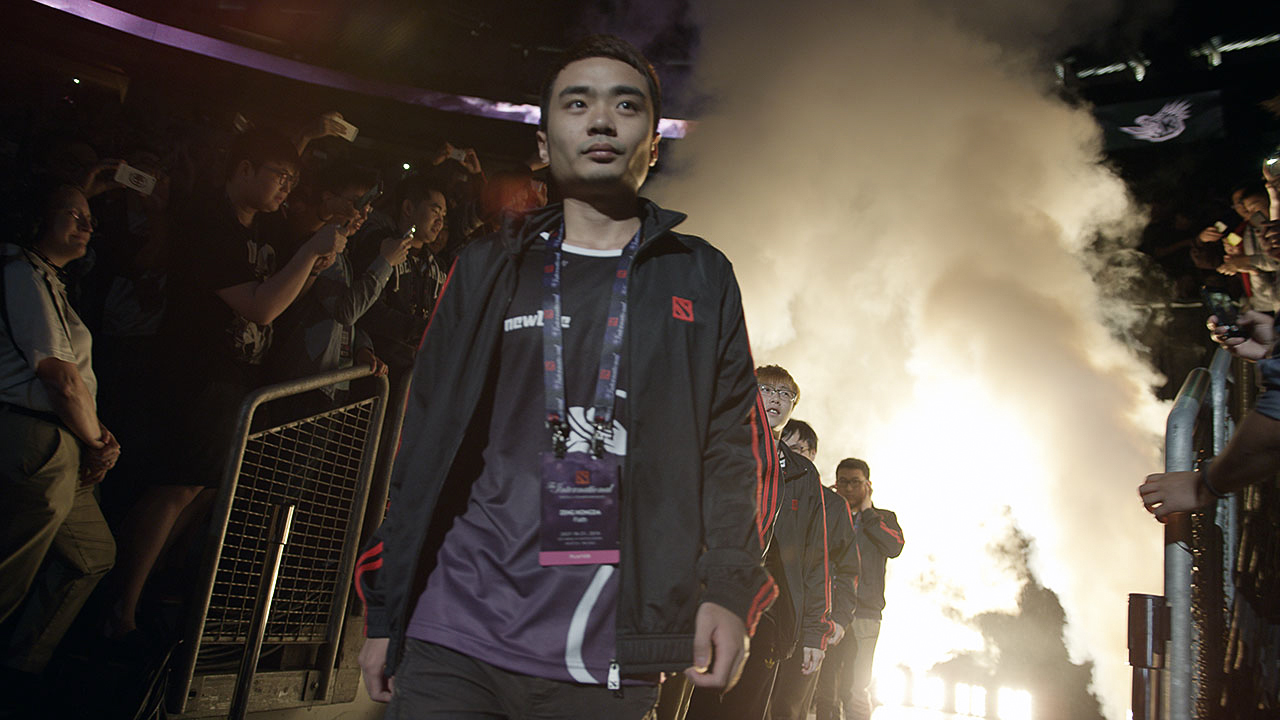
Newbee går ut på scenen under TI4.

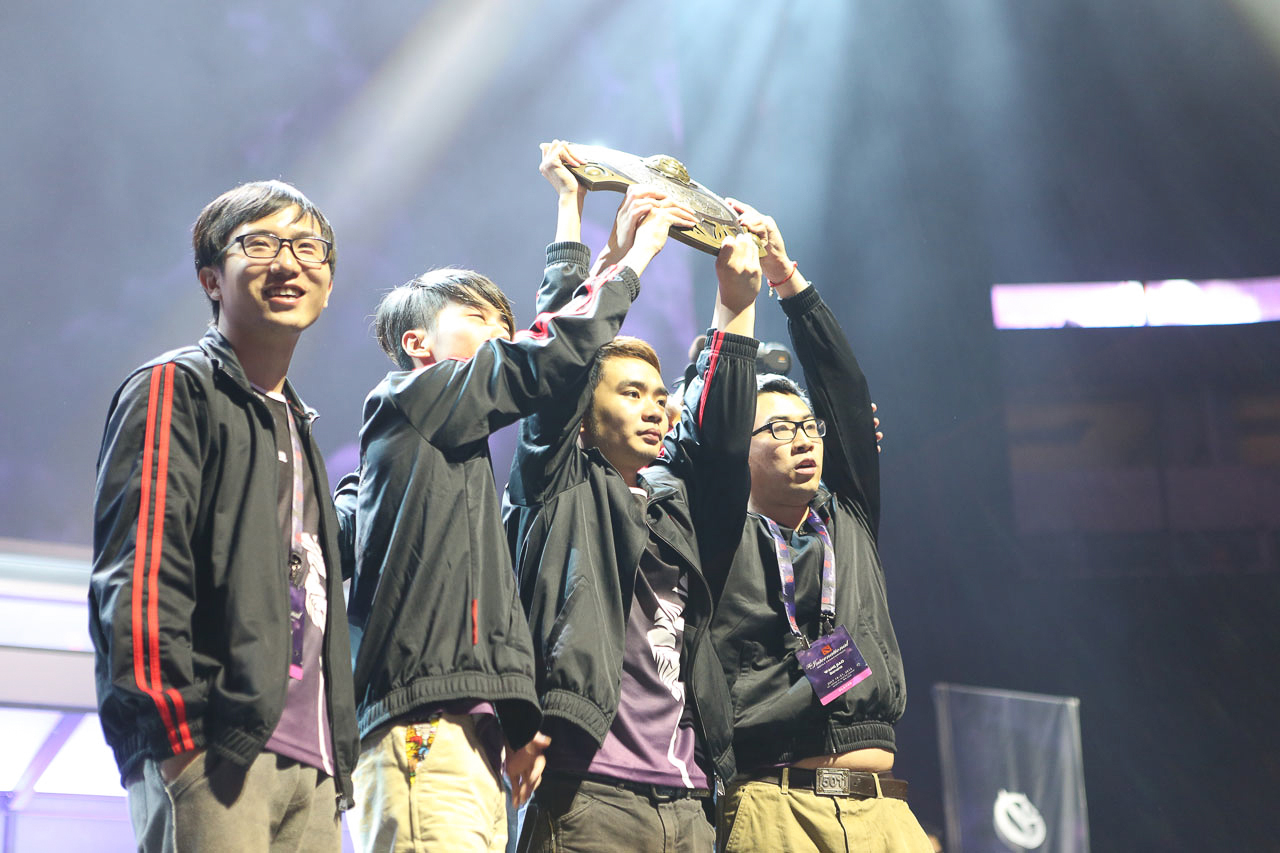
Newbee lyfter Aegis of Champions.

The International 2014 tillkännagav Valve att turneringen skulle hållas i KeyArena i Seattle. De 10 000 biljetterna som släpptes sålde slut på bara en timme efter de började säljas. Av de 15 lag som deltog så blev elva lag inbjudna till turneringen, och 4 lag kvalade in genom en online turnering.

## Lag

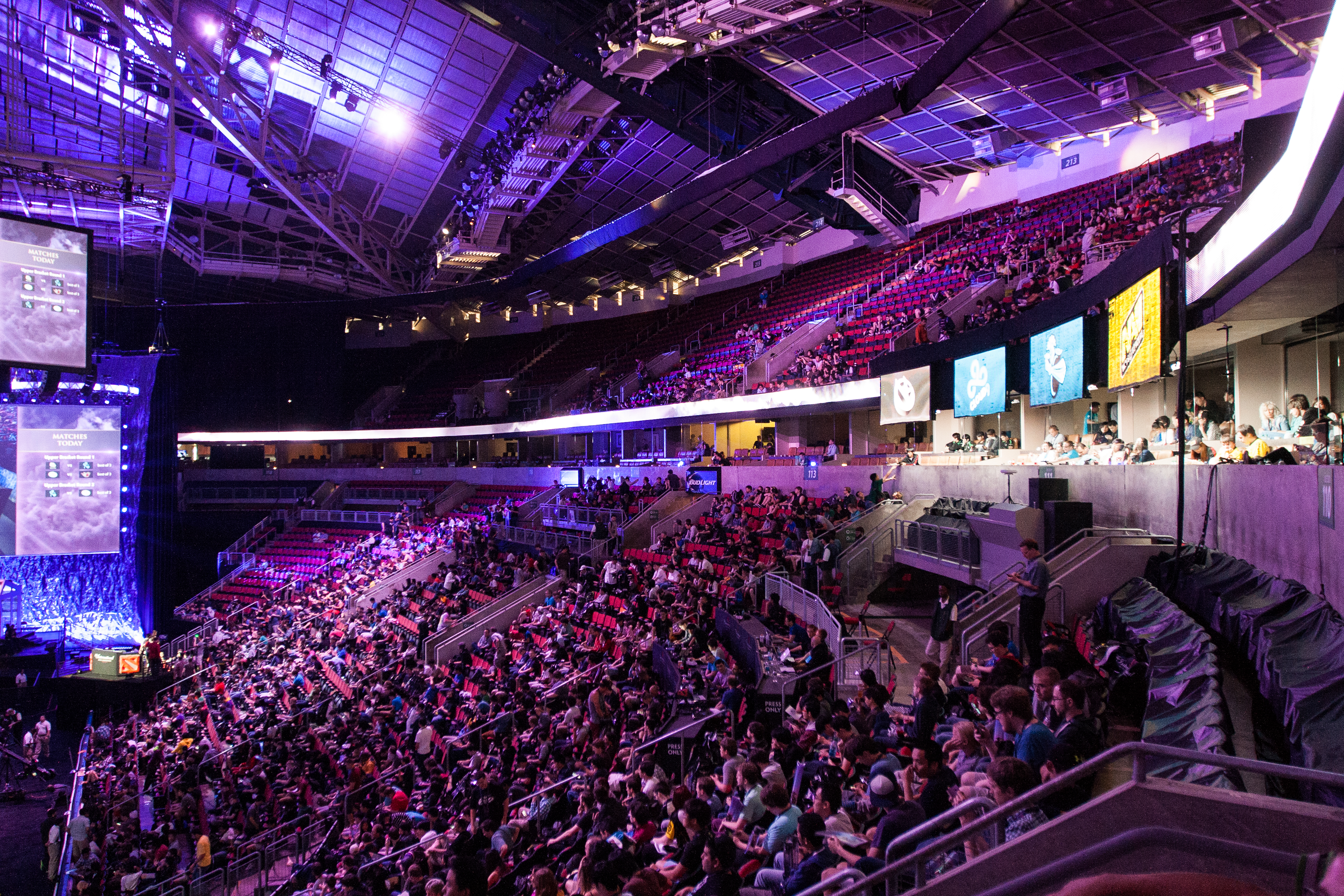
Publiken på TI4.

| Inbjudna - Alliance - Evil Geniuses - Invictus Gaming - Natus Vincere - Titan - Fnatic - NewBee - ViCi Gaming - Team DK - Cloud9 - Team Empire | Kvalvinnare - Natus Vincere America - Arrow Gaming - LGD Gaming - Mousesports | Wild card - Team Liquid - MVP Phoenix - CIS Game - Virtus.Pro |

## Resultat
| Plats | Lag             | Prispengar  |
| 1     | NewBee          | $5 000 000+ |
| 2     | ViCi Gaming     | $1 466 898  |
| 3     | Evil Geniuses   | $1 032 262  |
| 4     | Team DK         | $814 943    |
| 5     | LGD Gaming      | $651 955    |
| 5     | Cloud9          | $651 955    |
| 7     | Invictus Gaming | $516 131    |
| 7     | Natus Vincere   | $516 131    |
| 9     | Titan           | $48 897     |
| 9     | Team Liquid     | $48 897     |
| 11    | Mousesports     | $38 031     |
| 11    | Alliance        | $38 031     |
| 13    | Fnatic          | $21 732     |
| 13    | Team Empire     | $21 732     |